# أرض الملكة مود
أرض الملكة مود (بالنرويجية: Dronning Maud Land)‏ تبلغ مساحتها حوالي 2.7-مليون-كيلومتر-مربع (1.0-مليون-ميل-مربع)  منطقة في القارة القطبية الجنوبية تطالب بها النرويج باعتبارها منطقة تابعة. يحدها إقليم القطب الجنوبي البريطاني المطالب به عند 20 درجة غرباً وإقليم القطب الجنوبي الأسترالي عند 45 درجة شرقاً. بالإضافة إلى ذلك، تم ضم منطقة صغيرة لم تتم المطالبة بها منذ عام 1939 في يونيو 2015. تقع في شرق القارة القطبية الجنوبية، وتشكل حوالي خمس القارة، وسميت على اسم الملكة النرويجية مود ملكة ويلز (1869-1938).
في عام 1930، كان النرويجي هيلمار ريزر-لارسن أول شخص تطأ قدمه المنطقة. وفي 14 يناير 1939، طالبت النرويج بالإقليم. في 23 يونيو 1961، أصبحت أرض الملكة مود جزءاً من نظام معاهدة القارة القطبية الجنوبية، مما يجعلها منطقة منزوعة السلاح. إنها واحدة من مطالبتين قدمتهما النرويج في القطب الجنوبي، والمطلب الآخر بخصوص جزيرة بطرس الأول. وتديرها إدارة الشئون القطبية التابعة لوزارة العدل والأمن العام النرويجية في أوسلو.
معظم المنطقة مغطاة بالغطاء الجليدي الشرقي للقارة القطبية الجنوبية، ويمتد جدار جليدي طويل على طول ساحلها. وفي بعض المناطق البعيدة داخل الغطاء الجليدي، تخترق سلاسل الجبال الجليد، مما يسمح للطيور بالتكاثر ونمو نباتات محدودة. تنقسم المنطقة من الغرب إلى الشرق إلى ساحل الأميرة مارتا، وساحل الأميرة أستريد، وساحل الأميرة راغنهيد، وساحل الأمير هارلد، وساحل الأمير أولاف:
| م. | ساحل                 | الحدود الغربية | الحدود الشرقية | العرض في درجات |
| -- | -------------------- | -------------- | -------------- | -------------- |
| 1  | ساحل الأميرة مارتا   | 20° 00' غربًا   | 05° 00′ شرقاً   | 25° 00'        |
| 2  | ساحل الأميرة أستريد  | 05° 00′ شرقاً   | 20° 00′ شرقاً   | 15° 00'        |
| 3  | ساحل الأميرة راغنهيد | 20° 00′ شرقاً   | 34° 00′ شرقاً   | 14° 00'        |
| 4  | ساحل الأمير هارلد    | 34° 00′ شرقاً   | 40° 00′ شرقاً   | 06° 00'        |
| 5  | ساحل الأمير أولاف    | 40° 00′ شرقاً   | 44° 38′ شرقاً   | 04° 38′        |
|    | أرض الملكة مود       | 20° 00' غرباً   | 44° 38′ شرقاً   | 64° 38′        |

وتسمى المياه الواقعة قبالة الساحل باسم بحر الملك هاكون السابع.
لا يوجد سكان دائمون بأرض الملكة مود، على الرغم من وجود 12 محطة بحثية نشطة تضم حوالي 40 عالماً متخصصاً كحد أقصى، وتتقلب الأعداد حسب الموسم. ستة محطات منها مشغولة على مدار العام، في حين أن الباقي محطات صيفية موسمية. أما المطارات الرئيسية للرحلات العابرة للقارات المقابلة  مع كيب تاون بجنوب أفريقيا، منها مطار ترول، بالقرب من محطة أبحاث ترول النرويجية، ومدرج في محطة نوفولازاريفسكايا الروسية.

## جغرافيا

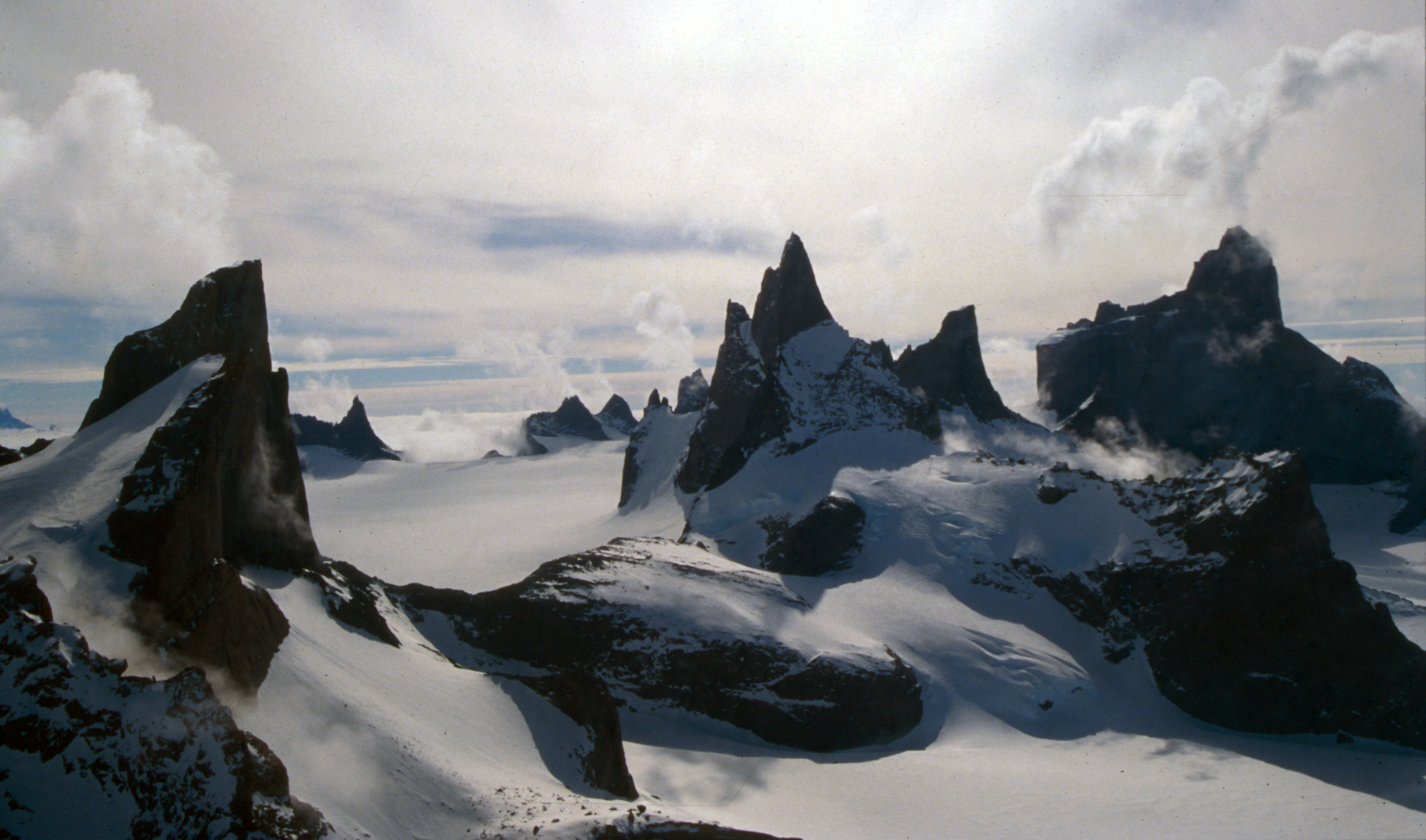
جبال درايجالسكي، وهي سلسلة مكونة من جبال أورفين.

تمتد أرض الملكة مود من الحدود مع كوتس لاند في الغرب إلى الحدود مع إندربي لاند في الشرق، وتنقسم إلى ساحل الأميرة مارتا، وساحل الأميرة أستريد، وساحل الأميرة راغنهيد، وساحل الأمير هارلد، وساحل ساحل الأمير أولاف. وتُقّدر مساحة المنطقة بحوالي 2,700,000 كيلومتر مربع (1,000,000 ميل2)، والذي يتوافق تقريباً مع مساحات كل من: الهند، الأرجنتين  أو كازاخستان. حدود المطالبة النرويجية بالأرض؛ والمُقدّمة عام 1939، لم تحدد الحدود الشمالية والجنوبية بخلاف "شاطئ البر الرئيسي في القارة القطبية الجنوبية... مع الأرض التي تقع وراء هذا الشاطئ والبحر وراءه".
 ويُطلق على البحر الذي يمتد قبالة الساحل بين الحدود الطولية لأرض الملكة مود عموماً اسم بحر الملك هاكون السابع.
لا توجد أرض خالية من الجليد على الساحل الذي يتكون من 20-إلى-30-متر ارتفاع (70 إلى 100 قدم) جدار من الجليد في جميع أنحاء المنطقة تقريباً. وبالتالي، لا يمكن النزول من السفينة إلا في أماكن محدودة. حوالي 150 إلى 200 كيلومتر (90 إلى 120 ميل) من الساحل، تخترق القمم الصخرية الغطاء الجليدي، الذي يبلغ متوسط ارتفاعه حوالي 2,000 متر (6,600 قدم) فوق مستوى سطح البحر، وأعلى نقطة في جوكولكيركجا ( 3,148 متر أو 10,328 قدم ) في جبال موهليج هوفمان. السلاسل الجبلية الرئيسية الأخرى هي سلسلة جبال Heimefront، وجبال Orvin، وجبال Wohlthat، وجبال Sør Rondane.
من الناحية الجيولوجية، يهيمن النايس ما قبل الكمبري على أرض الملكة مود، والتي تشكلت ج. 1 إلى 1.2 جا ، قبل إنشاء القارة العملاقة جندوانا. تتكون الجبال في معظمها من صخور بلورية وجرانيتية، تشكلت ج. 500 إلى 600 ما في تكون الجبال الأفريقية خلال تجمع جوندوانا. وفي أقصى الأجزاء الغربية من الإقليم توجد صخور رسوبية وبركانية أحدث. كشفت الأبحاث التي أجريت على سُمك الجليد أنه -بدون الجليد- سيكون الساحل مشابهاً لساحل النرويج وجرينلاند، مع المضايق العميقة والجزر.

## تاريخ

### النشاط المبكر
كانت أرض الملكة مود هي الجزء الأول من القارة القطبية الجنوبية الذي تم رؤيته في 27 يناير 1820 بواسطة فابيان فون بيلينجسهاوزن. ومع ذلك، كانت من بين آخر الأماكن التي تم استكشافها، حيث كانت تتطلب طائرات مع سفن للقيام باستكشاف منهجي. ارتكزت الأنشطة البحثية النرويجية المبكرة في القارة القطبية الجنوبية بالكامل على رحلات صيد الحيتان وختم السفن الممولة من قبل أصحاب السفن، ولا سيما كريستين كريستنسن وابنه لارس. تم تنفيذ أول بعثتين نرويجيتين عن طريق ختم السفن في عامي 1892-1893 و1893-1894. في حين تم إرسالهم في المقام الأول للاستكشاف وإمكانيات الختم وصيد الحيتان، فقد أجروا أيضاً بحثاً علمياً. تم شن المزيد من البعثات النرويجية في العقود الأولى من القرن العشرين.
تمت المطالبة بهضبة القطب الجنوبي للنرويج من قبل رولد أموندسن باسم هضبة الملك هوكون السابع عندما كانت رحلته هي أول رحلة تصل إلى القطب الجنوبي في 14 ديسمبر 1911. رُسمت على أنها منطقة دائرية تضم الهضبة المحيطة بالقطب الجنوبي، بما في ذلك جميع الأراضي الواقعة فوق خط العرض 85 درجة جنوباً. ومع ذلك، فقد طالب البريطانيون تقريباً بنفس المنطقة مثل هضبة الملك إدوارد السابع، والتي كانت تتعارض مع المطالبة النرويجية. لم تطالب الحكومة النرويجية رسمياً بمطالبة أموندسن.

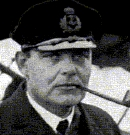
هيلمار ريزر لارسن، طيّار ومستكشف قطبي اكتشف الكثير من أرض الملكة مود.

تم تطبيق اسم أرض الملكة مود منذ بداية يناير 1930 على الأرض الواقعة بين 37° شرقاً و49° 30′ شرقاً التي اكتشفها هيلمار ريزر لارسن وفين لوتزو-هولم خلال رحلة لارس كريستنسن في نورفيجيا في 1929-1930. سُميّت على اسم الملكة النرويجية مود ملكة ويلز، زوجة الملك -آنذاك- هوكون السابع. تم استكشاف المنطقة بشكل أكبر خلال رحلة نورفيجيا الاستكشافية في الفترة من 1930 إلى 1931. خلال موسم صيد الحيتان هذا، كان هناك إجمالي لـ 265 سفينة لصيد الحيتان، معظمها نرويجية، تعمل قبالة ساحل أرض الملكة مود. وفي نفس الموسم، اكتشف ريزر-لارسن من الجو ساحل الأمير أولاف وساحل الأميرة مارتا وساحل الأميرة رانهيلد. اكتشف الكابتن إتش هالفورسن من صائد الحيتان إشبيلية ساحل الأميرة أستريد بشكل مستقل في نفس الوقت. بعد ست سنوات، خلال رحلة كريستنسن الاستكشافية في الفترة من 1936 إلى 1937، طار فيجو فيديرو واكتشف ساحل الأمير هارالد. أدت المفاوضات مع الحكومة البريطانية في عام 1938 إلى تعيين الحدود الغربية لأرض الملكة مود عند 20 درجة غرباً.
اعترضت ألمانيا على مطالبة النرويج بالأرض، فأرسلت عام 1938 البعثة الألمانية إلى القطب الجنوبي، بقيادة ألفريد ريتشر، للتحليق فوق أكبر قدر ممكن منها. وصلت السفينة شوابنلاند إلى كتلة الجليد قبالة القارة القطبية الجنوبية في 19 يناير 1939  خلال الرحلة الاستكشافية، بلغت مساحة المنطقة حوالي 350,000 كيلومتر مربع (140,000 ميل2) من الجو بواسطة ريتشر، الذي أسقط سهاماً منقوش عليها صلبان معقوفة كل 26 كيلومتر (16 ميل). حاولت ألمانيا في النهاية المطالبة بالأراضي التي مسحها ريتشر تحت اسم نيو شوابيا، لكنها فقدت أي مطالبة بالأرض بعد هزيمتها في الحرب العالمية الثانية.
في 14 يناير 1939، قبل خمسة أيام من وصول الألمان، تم ضم أرض الملكة مود إلى النرويج، بموجب مرسوم ملكي:
كانت الأسباب الأساسية لضم النرويج لأرض الملكة مود هو حركة الاستكشافات النرويجية، وأيضاً الحاجة إلى تأمين وصول صناعة صيد الحيتان النرويجية إلى المنطقة. كذلك الحركة العلمية، حيث امتدت مساهمات النرويج في العلوم القطبية الدولية إلى أواخر القرن التاسع عشر. بالإضافة إلى ذلك، اضطرت النرويج إلى مواجهة المطالبات المتنافسة التي قدمتها المملكة المتحدة ودول أخرى في السنوات التي سبقت المطالبة النرويجية، بما في ذلك التهديد الجديد للمطالبات الألمانية بالأرض. يُشار أحياناً إلى المطالبة النرويجية باسم "قطاع بوفيه"، مستوحى من جزيرة بوفيه التي تم ضمها سابقاً. خلال عامي 1946 و1947، تم تصوير مساحات شاسعة من أرض الملكة مود خلال رحلة ريتشارد إيفلين بيرد الاستكشافية . في عام 1948، اتفقت النرويج والمملكة المتحدة على قصر أرض كوين مود على خطوط الطول من 20 درجة غرباً إلى 45 درجة شرقاً، ودمج ساحل بروس وكوتس لاند في الأراضي النرويجية.

### تطورات لاحقة

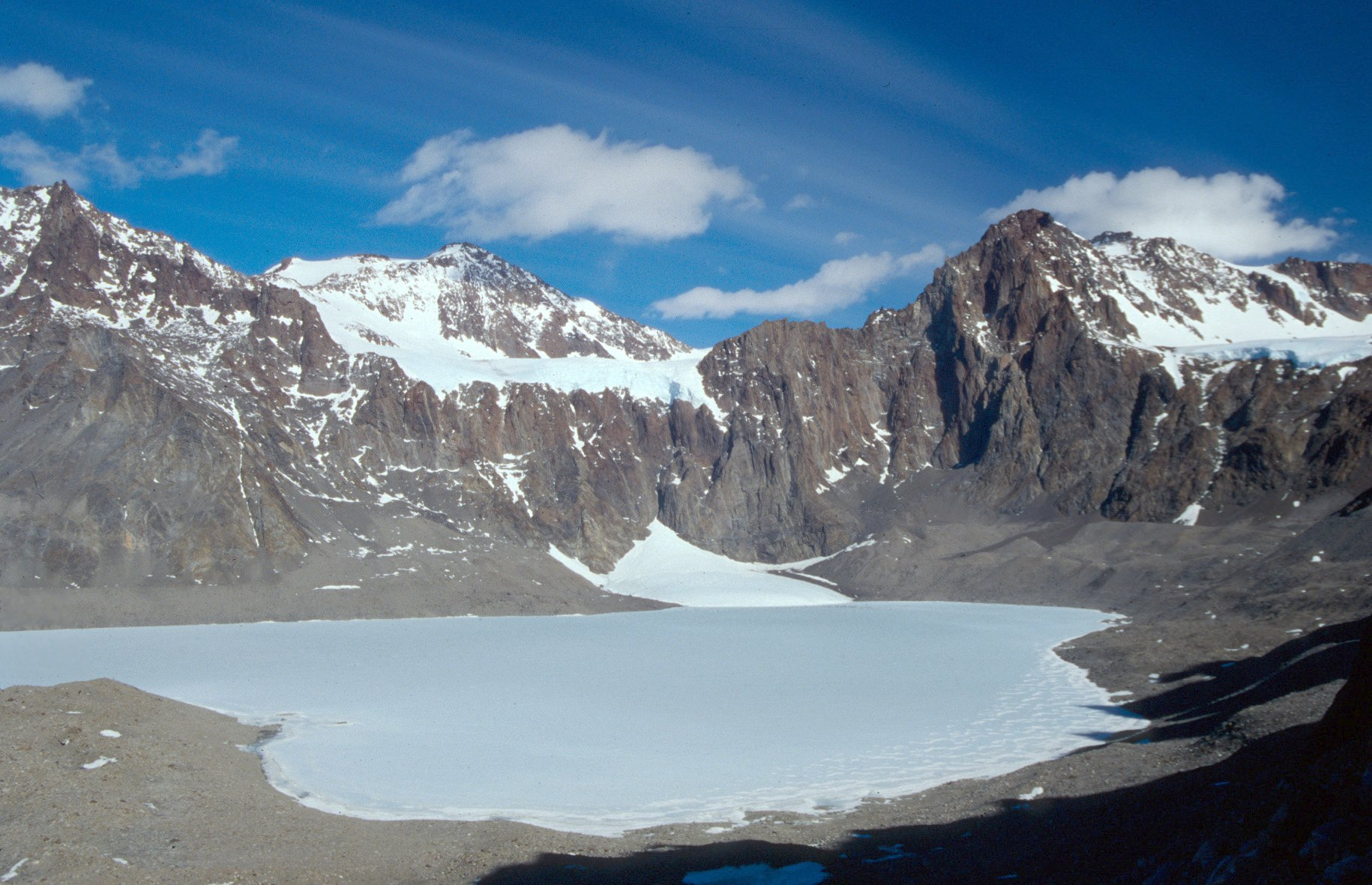
بحيرة انترسي في أرض الملكة مود. منظر من الشمال الغربي إلى جبل باستي.

كانت البعثة النرويجية البريطانية السويدية في القطب الجنوبي في الفترة من 1949 إلى 1952 أول بعثة علمية دولية في القارة القطبية الجنوبية. أنشأت البعثة أماكنها الشتوية في قاعدة تسمى مودهايم عند 71 درجة جنوباً و11 درجة غرباً، ورسمت خرائط لجزء كبير من غرب أرض الملكة مود. خلال السنة الجيوفيزيائية الدولية (1957-1958)، تم إنشاء محطات على مدار العام في أرض الملكة مود من قبل النرويج والاتحاد السوفيتي وبلجيكا واليابان. واصلت البعثة النرويجية رسم الخرائط الطبوغرافية، بينما بدأت البعثة الأخرى في إجراء أبحاث جيوفيزيائية وجيولوجية. تمت إعارة محطة النرويج النرويجية إلى جنوب أفريقيا بعد انسحاب البعثة النرويجية في عام 1960. قامت جنوب إفريقيا لاحقاً ببناء محطة SANAE، بالقرب من محطة النرويج البائدة الآن. حافظ الاتحاد السوفييتي، وبعد ذلك روسيا، على عمليات مستمرة، على الرغم من انتقاله من محطة لازاريف إلى محطة نوفولازاريفسكايا. تتمركز اليابان في محطة شوا منذ عام 1957، باستثناء توقف دام بضع سنوات. أغلقت بلجيكا محطة الملك بودوان في عام 1961، على الرغم من أنها قامت بعمليات محدودة بالتعاون مع هولندا في 1964-1966. أنشأت الولايات المتحدة محطة الهضبة المؤقتة عام 1966.
في عام 1948، تم تكليف المعهد القطبي النرويجي المنشأ حديثاً بإدارة الأراضي النرويجية في القطب الشمالي والقطب الجنوبي، بما في ذلك أرض الملكة مود. أرسلت النرويج بعثتين كبيرتين إلى المنطقة في الأربعينيات والخمسينيات من القرن الماضي، لكن جهودها تراجعت بعد ذلك. في 21 يونيو 1957، أصبحت أرض الملكة مود خاضعة للسيادة النرويجية باعتبارها تابعة (بيلاند)، ودخلت معاهدة القارة القطبية الجنوبية حيز التنفيذ رسمياً في 23 يونيو 1961. كان النشاط النرويجي خلال الستينيات مقتصراً على بعض البعثات الاستكشافية الصغيرة المشتركة مع الولايات المتحدة، حتى استعاد نشاطه تدريجياً مرة أخرى بعد رحلة استكشافية أكبر إلى غرب أرض الملكة مود وبحر ويديل الشرقي بواسطة المعهد القطبي النرويجي خلال عاميّ 1976-1977.
خلال عام 1978، تم تكليف إدارة الشؤون القطبية التابعة لوزارة العدل والشرطة النرويجية، ومقرها في أوسلو، بإدارة المناطق القطبية النرويجية بما في ذلك كوين مود لاند. منذ عام 1979، أصبح المعهد القطبي النرويجي مديرية تابعة لوزارة البيئة.

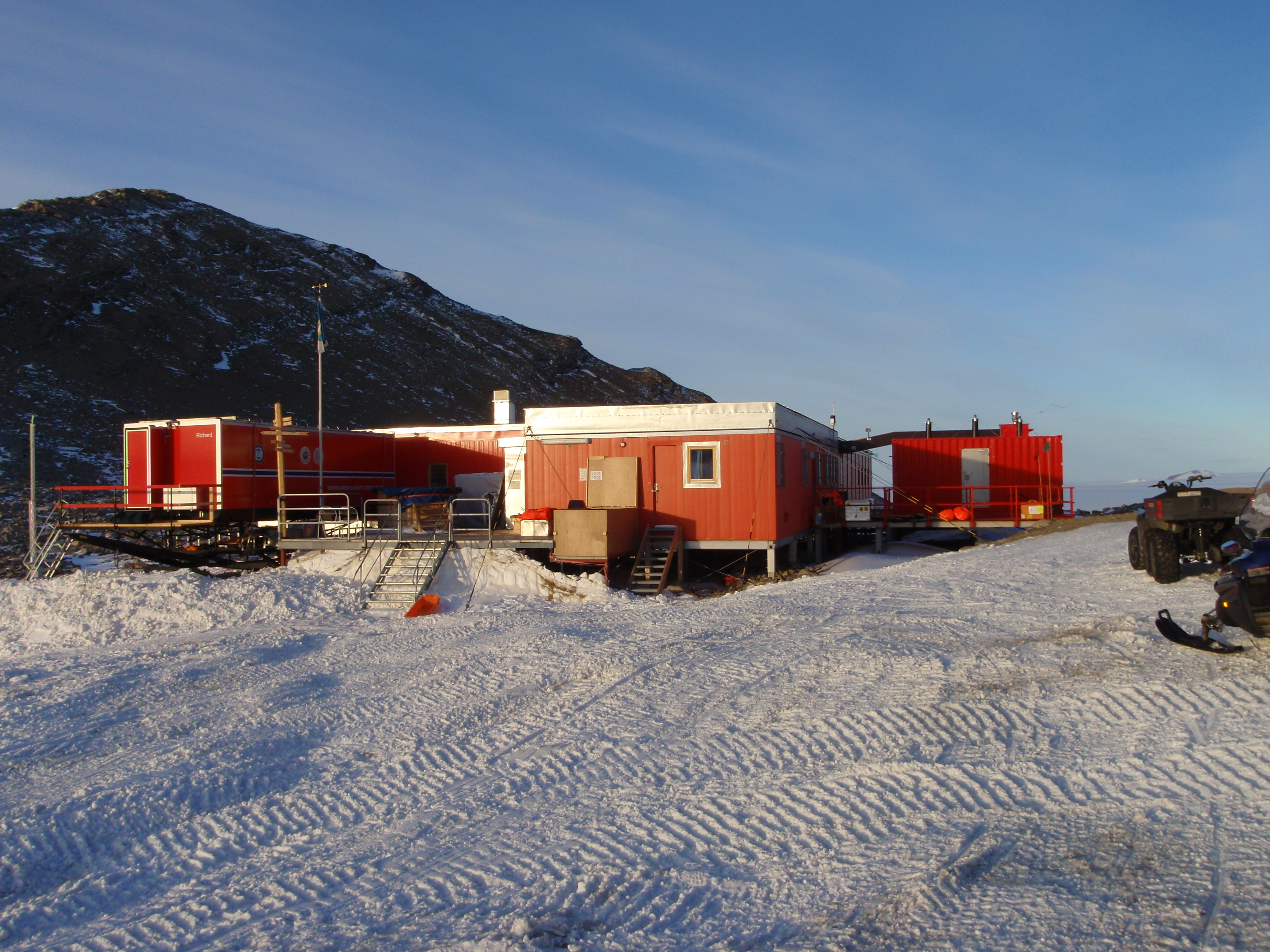
محطة الأبحاث الرئيسية في النرويج، ترول، في كوين مود لاند

في عام 1992، قامت رحلة استكشافية قام بها إيفار توليفسين بأول صعود لعدة جبال، بما في ذلك أطول جبال جوكولكيركيا. أنشأت النرويج محطة ترول الصيفية في 1989-1990. في عام 2003، كان وزير البيئة بورج بريندي أول وزير نرويجي يزور أرض الملكة مود، وسرعان ما خصص الأموال لتوسيع محطة ترول. تمت ترقية ترول إلى محطة تعمل على مدار العام في عام 2005  كجزء من الذكرى المئوية لاستقلال النرويج. وكان من بين الضيوف وزير الخارجية جان بيترسن ووزير البيئة كنوت أريلد هاريدي، وتم افتتاح ترول رسمياً من قبل ملكة النرويج سونيا، أول ملكة تزور القارة القطبية الجنوبية على الإطلاق. في عام 2008، أصبح رئيس الوزراء ينس ستولتنبرغ، برفقة أربعين مسئولاً وعالماً ومراسلاً، أول رئيس وزراء نرويجي يزور كوين مود لاند. قام شخصيًا بتسمية ثلاثة جبال حول محطة ترول حيث كان يقيم، على الرغم من أنه اختار النوم في خيمة في الهواء الطلق، بدلاً من النوم في سرير بالداخل. وقال إن أهداف الزيارة هي المطالبة بممتلكات النرويج في القارة القطبية الجنوبية، وكذلك معرفة المزيد عن أبحاث المناخ في ترول، والتي قال إنها أساسية لفهم أفضل لتغير المناخ العالمي.
في عام 2015، أصبح الملك هارالد الخامس أول ملك في العالم يزور القارة القطبية الجنوبية عندما ذهب إلى أرض الملكة مود.

## الوضع القانوني

موقع النرويج (أبيض مصفر) وأرض الملكة مود (خطوط حمراء). هذه الخريطة في إسقاط وينكل الثلاثي تشوه الأحجام؛ القارة القطبية الجنوبية أصغر بكثير مما تبدو هنا.

مثل جميع المطالبات الإقليمية الأخرى في القارة القطبية الجنوبية، فإن المطالبة النرويجية بأرض الملكة مود (إلى جانب مطالبتها بجزيرة بطرس الأول) تخضع لنظام معاهدة القارة القطبية الجنوبية. وتوضح المعاهدة أنه لا يمكن استخدام القارة القطبية الجنوبية إلا للأغراض السلمية وتضمن حرية النشاط العلمي. وهي تعزز التعاون العلمي الدولي وتحظر أي أنشطة ذات صلة بالطاقة النووية. على الرغم من عدم إبطال المطالبات الإقليمية بموجب المعاهدة، فإن جميع المطالبات بموجب المادة الثالثة من المعاهدة تظل سارية المفعول طالما ظلت سارية المفعول. اعترفت كل من النرويج وأستراليا وفرنسا ونيوزيلندا والمملكة المتحدة بمطالبات بعضها البعض في القارة القطبية الجنوبية. ولكن هناك سؤال حول الحدود الفعلية للمطالبة، حيث أن الترسيمات النرويجية الأولية تجاه القطب الجنوبي وفي البحر ظلت غير واضحة. ويبدو أن هذا كان لتجنب قبول استخدام "مبدأ القطاع" لمطالبات المحيط المتجمد الشمالي من قبل الاتحاد السوفيتي. في عام 2015، صححت النرويج هذا السؤال جزئياً من خلال إعلان مطالبتها رسمياً بالمنطقة الواقعة بين أرض الملكة مود والقطب الجنوبي.
تقوم الحكومة النرويجية بإدارة أرض الملكة مود من قبل إدارة الشئون القطبية التابعة لوزارة العدل والشرطة، ومقرها في العاصمة أوسلو. وكان يتم تنظيم ضم الإقليم بموجب قانون التبعية الصادر في 24 مارس 1933؛ تمت ضم أرض الملكة مود في 21 يونيو 1957. وأعلنت الحكومة أن القانون الجنائي النرويجي والقانون الخاص والقانون الإجرائي ينطبق على الإقليم، بالإضافة إلى القوانين الأخرى التي تنص صراحة على أنها تُطبّق في الإقليم. علاوة على ذلك، ينص على أن جميع الأراضي مملوكة للدولة، ويحظر التفجيرات النووية وتخزين النفايات النووية.

منذ 5 مايو 1995، ألزم القانون النرويجي جميع الأنشطة الخاصة بالنرويج في القارة القطبية الجنوبية باتباع القانون البيئي الدولي الخاص بالقارة القطبية الجنوبية. ولذلك يجب على المواطنين النرويجيين الذين يخططون للأنشطة في أرض الملكة مود إبلاغ المعهد القطبي النرويجي، والذي قد يحظر أي نشاط غير متوافق. يجب على أولئك الذين يزورون أرض الملكة مود اتباع القوانين المتعلقة بحماية الطبيعة ومعالجة النفايات والتلوث والتأمين لعمليات البحث والإنقاذ.

## الحياة البريّة

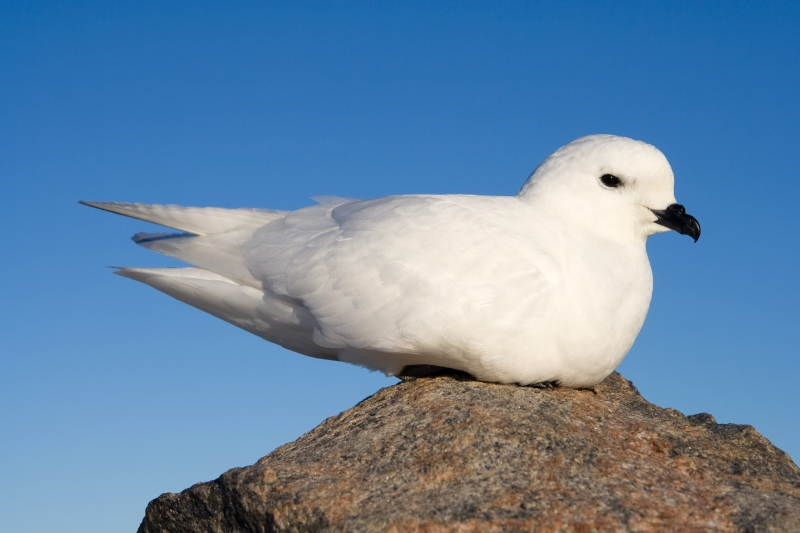
طائر النوء الثلجي هو أحد أنواع الطيور الموجودة في أرض الملكة مود.

هناك ثلاثة أنواع من الطيور حول محطة ترول: طائر نوء القطبي الجنوبي، وطائر نوء الثلج، وطائر كركر القطب الجنوبي . يعيش نوء القطبي الجنوبي على الجليد البحري معظم أيام السنة، باستثناء موسم تكاثره (في القارة القطبية الجنوبية، من نوفمبر إلى فبراير)، عندما ينتقل إلى الجبال الداخلية والنوناتاك. تبلغ 3.9-كيلومتر-مربع (1.5 ميل2) منطقة المنحدرات الخالية من الجليد في ساحل الأميرة أستريد والتي تسمى جبل سفارثامارين تستضيف أكبر مستعمرة داخلية معروفة في القارة القطبية الجنوبية لتربية الطيور البحرية، ما يقرب من مليون (250.000 زوج) من طيور النوء في القطب الجنوبي. تتكاثر أيضًا العديد من طيور النوء الثلجية وطيور الكركر القطبية الجنوبية في هذه المنطقة. تنتشر طيور النوء الثلجية بشكل عام في مستعمرات أصغر في جميع أنحاء المناطق الجبلية في أرض الملكة مود. خلال موسم التكاثر، يتغذى طائر الكركر القطبي الجنوبي حصرياً على البيض، وكذلك على الطيور الصغيرة والبالغة من كلا النوعين من طيور النوء.
تتمركز بعض أماكن تكاثر البطريق الإمبراطوري في أرض الملكة مود. جميع الفقمات الأربعة في القطب الجنوبي، وهي فقمة ويديل، نمر البحر، فقمة آكلة السرطان، وفقمة روس، يمكن العثور عليهم في بحر الملك هاكون السابع قبالة أرض الملكة مود. تم العثور على ختم روس بأعداد كبيرة بشكل ملحوظ في بحر الملك هاكون السابع.
تعاني مناطق النوناتاك من ندرة في النباتات، وتقتصر على الأشنة والنباتات الطحلبية والطحالب. لم يتم العثور على النباتات المزهرة هناك. لم يسجل المعهد القطبي النرويجي وجود أي نباتات أو حيوانات مهددة أو نادرة في أرض الملكة مود، وهي النباتات المعروفة الموجودة في مجموعات سكانية صحية.

## المحطات البحثيّة

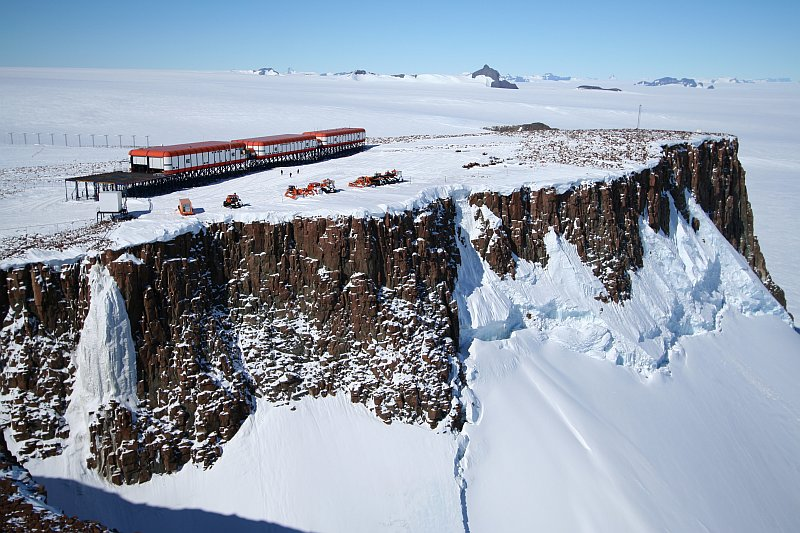
محطة SANAE IV على قمة Vesleskarvet

تضم أرض الملكة مود حالياً ما لا يقل عن 13 محطة أبحاث، ستة منها تعمل على مدار العام. تعمل كل من النرويج وألمانيا واليابان على تشغيل محطة دائمة وموسمية. هؤلاء هم القزم النرويجي وتور . محطة نيوماير الألمانية III وكونين؛ واليابانية شوا ودوم فوجي. الهند وروسيا وجنوب أفريقيا تدير أيضاً محطة دائمة واحدة لكل منها. مايتري، نوفولازاريفسكايا، وSANAE IV، على التوالي. أما المحطات المتبقية فهي موسمية، وتشمل: قاعدة الأميرة البلجيكية إليزابيث أنتاركتيكا؛ أبوا الفنلندية؛ جناح الباكستاني؛ والواسا السويدية.
ترتبط هذه المحطات من خلال مشروع شبكة دروننج مود الجوية الأرضية (DROMLAN)، وهو عبارة عن اتفاقية تعاون للنقل بين إحدى عشرة دولة لها محطات أبحاث شرقي القارة القطبية الجنوبية. تحلق طائرات طويلة المدى بين كيب تاون، جنوب أفريقيا وإما مطار ترول، الموجود في محطة أبحاث ترول، أو المدرج في محطة نوفولازاريفسكايا. ومن هذين المطارين الرئيسيين، قد تطير طائرات أصغر حجماً إلى وجهات أخرى في القطب الجنوبي.
تعمل محطة ترول النرويجية كمحور رئيسي لشبكة DROMLAN عبر مطار ترول. تشمل الأبحاث في ترول قياسات الهواء والغلاف الجوي،  ومراقبة الغازات الدفيئة ومستعمرات الطيور، بالإضافة إلى أبحاث الأرصاد الجوية والمناخ. تم إنشاء المحطة النرويجية الأخرى تور للبحث عن الطيور في مستعمرة التكاثر في جبل سفارثامارين.
تشمل الأنشطة التي تجريها محطة نوفولازاريفسكايا الروسية الرصد البيئي، والجيوديسيا / رسم الخرائط، والرصدات المغناطيسية الأرضية والأرصاد الجوية، وعلم الجليد، وعلم الأحياء، والغلاف الأيوني / الملاحظات الشفقية، وعلم الليمون، والجيولوجيا، والجيوفيزياء، وعلم الزلازل.

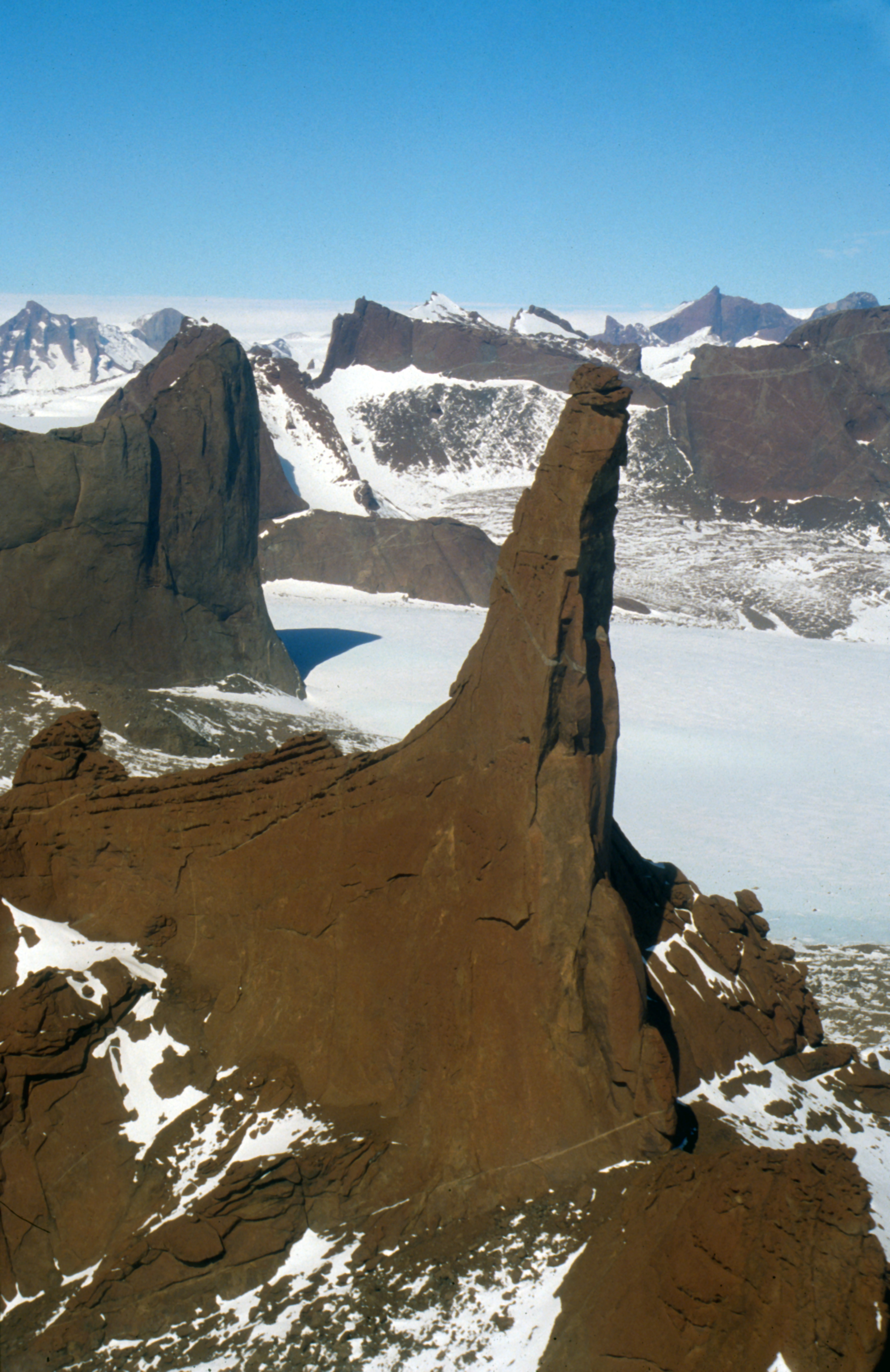
إبرة صخرية تشارنوكيتي، شمالي هولتيداللفجيلا، أرض الملكة مود.

تم الانتهاء من محطة SANAE IV الجنوب أفريقية، التي خلفت ثلاث محطات سابقة، في عام 1997. تشمل الأبحاث في SANAE IV بيولوجيا الغزو /البيئة والجيولوجيا والجيومورفولوجيا وعلوم الغلاف الجوي. وتشمل مرافقه مستشفى صغير وحظيرة لطائرتين مروحيتين.
تشكل محطة واسا السويدية ومحطة أبوا الفنلندية معاً قاعدة نوردنسكيولد، وتتعاونان في مجال البحث والخدمات اللوجستية. تشمل الأبحاث التي تم إجراؤها الجيوديسيا / رسم الخرائط، وعلم الجليد، وعلم الأحياء البشري، ورصد الأرصاد الجوية، والجيولوجيا والجيوفيزياء.
محطة نيوماير 3 الألمانية، التي تم الانتهاء منها في عام 2009، خلفت محطتين سابقتين دفنتهما الثلوج والجليد. ويجري البحوث الجيوفيزيائية والأرصاد الجوية والزلازل، فضلاً عن قياسات كيمياء الهواء ومراقبة الأوزون في الغلاف الجوي. تم افتتاح المحطة الأخرى في ألمانيا، كوهين، كجزء من مشروع كبير لحفر الجليد.
خلفت محطة مايتري محطة داكشين جانجوتري في عام 1989، وهي أول قاعدة هندية في القطب الجنوبي. تركز أبحاث مايتري على الجيولوجيا، ودراسة قارة جوندوانا العملاقة، عندما كانت الهند والقارة القطبية الجنوبية تنتميان إلى نفس مساحة اليابسة. ويتضمن أيضًا أبحاثاً هندسية تتعلق بدرجات الحرارة المنخفضة ذات صلة بالظروف في جبال الهيمالايا.
محطة شوا هي محطة الأبحاث الرئيسية في اليابان في القارة القطبية الجنوبية. يتم إجراء مجموعة واسعة من الأبحاث هناك، بما في ذلك فيزياء الغلاف الجوي العلوي، والأرصاد الجوية، وعلم الزلازل، وقياس الجاذبية، والجيوديسيا / رسم الخرائط، وعلم المحيطات، وعلم الجليد، والجيولوجيا، وعلم الأحياء البحرية والبرية، والبحوث الطبية. تم افتتاح محطة اليابان الأخرى، محطة دوم فوجي، كجزء من مشروع كبير لحفر الجليد. وهي تدرس بشكل رئيسي تغير المناخ وتقوم بالحفر العميق والمراقبة الجوية.
تم إنشاء قاعدة الأميرة إليزابيث البلجيكية في القارة القطبية الجنوبية كمشروع لتعزيز العلوم القطبية، وكذلك لإثبات إمكانية بناء محطة خالية من الانبعاثات. يتم إجراء الأبحاث من قبل فريق دولي من العلماء، الذين يدرسون علم المناخ وعلم الجليد وعلم الأحياء الدقيقة.

## الثقافة الشعبية
ظهرت أرض الملكة مود في لعبة الفيديو لعام 2021 باتلفيلد 2042 كإعداد للخريطة متعددة اللاعبين Breakaway.
تُعرف فرقة البوب النرويجية باسم Dronning Mauds Land (gruppe) [الإنجليزية]، والذي يترجم إلى أرض الملكة مود.